# NGC 7463
NGC 7463 ist eine Balken-Spiralgalaxie vom Hubble-Typ SBb im Sternbild Pegasus am Nordsternhimmel. Sie ist schätzungsweise 113 Millionen Lichtjahre von der Milchstraße entfernt und hat einen Durchmesser von etwa 80.000 Lj.
Im selben Himmelsareal befinden sich u. a. die Galaxien NGC 7448, NGC 7461, NGC 7464, NGC 7465.
Das Objekt wurde am 16. Oktober 1784 von Wilhelm Herschel entdeckt.